# 中国科学院紫金山天文台
中国科学院紫金山天文台（简称紫金山天文台、紫台）是中国科学院在天文领域的一所重要研究机构。前身为1928年成立的国立中央研究院天文研究所和由天文研究所建于1934年的国立紫金山天文台。1950年5月20日国立中央研究院天文研究所更名为中国科学院紫金山天文台。紫金山天文台是中国自己建立的第一个现代天文学研究机构，是中国近现代天文学的发祥地，被誉为“中国现代天文学的摇篮”。
国立紫金山天文台旧址位于南京玄武区紫金山海拔267米的第三峰天堡峰上，由于灰霾和光污染原因于1980年代末改为科普教育基地，1996年被列为第四批全国重点文物保护单位。

## 历史沿革
自南朝刘宋初年开始，紫金山北麓余脉的鸡笼山建立了“日观台”，又称“司天台”，宋元明时期日观台经过多次扩建成为钦天台并添置了简仪、浑天仪等多样的仪器，此后随着明清时期政治中心的北移钦天台逐渐荒废。
1913年，从比利时学成归来的时任中央观象台台长高鲁首次提出在紫金山的最高峰筹集天文台。1927年國民政府在南京建立，高鲁向主持国立中央研究院工作的蔡元培提出兴建天文台。4月，正式开始筹建国立紫金山天文台。11月，中央研究院筹备委员会会议通过，高鲁提交的“建立国立天文台在南京紫金山”的提案。不久，国民政府据此提案向中央研究院筹备委员会下达《立即筹建紫金山天台》的第293号训令:85。
1928年2月国立中央研究院天文研究所成立，高鲁担任首任所长，并负责为研究所选址和添置设备。1929年高鲁历任后，余青松接任所长，他与建筑大师杨廷宝一起完成了对紫金山天文台的勘察选址和设计工作。台本部由杨廷宝设计建造，是紫金山天文台中最早完成的建筑，其余建筑由余青松自行设计建造。
1934年9月1日，国立中央研究院天文研究所由鼓楼城堡（今鼓楼公园内）迁至紫金山天文台办公。因此9月1日被视为紫金山天文台的建成日期。1935年春，主要建筑中最迟开工的变星仪室完工:83。1938年至1946年期间，紫金山天文台因抗日战争随国立中央研究院天文研究所西迁至昆明东郊的凤凰山。抗战结束后天文研究所迁回南京时在凤凰山留下一个工作站成为了云南天文台的前身。
1948年11月，国立中央研究院的机构随国府迁台。张钰哲与天文研究所部分人员暂迁上海。1949年9月，张钰哲返回南京，参与紫金山天文台重建工作。1950年4月6日，中国科学院在南京接管了包括国立中央研究院天文研究所在内的5个研究所。同年，根据中科院研究机构的改组方案中央研究院天文研究所更名为中国科学院紫金山天文台。1950年5月20日，张钰哲被政务院委任为中科院紫金山天文台台长。
1949年后，紫金山天文台曾成立中国科学院紫金山天文台、地球物理所上海联合工作站，接管法国天主教耶稣会的徐家汇观象台和佘山观象台（后独立为中国科学院上海天文台）。相继于1950年代成立的天津纬度站、北京授时台则在1962年发展为国家天文台的前身北京天文台。紫金山天文台主办的《天文学报》等刊物亦在1966年至1974年期间停刊。紫金山天文台在文革后才得到逐步恢复。
由于1980年代末起，南京夜间光污染严重，紫金山天文台的晚间专业观测的功能受到严重影响，此外受到灰霾的影响天文台需要更为频繁的花费大量经费擦拭镜头，又因紫金山天文台的主要观测工作，已由青海德令哈等外地优良观测台址承担，紫金山的天文观测项目逐步减少，除保留諸如太阳黑子、太阳射电、太阳光谱等白天进行的观测项目外，主要做為开放游客参观，担当天文博物馆的功能
。1996年，国务院将紫金山天文台以“国立紫金山天文台旧址”的名义列入第四批全国重点文物保护单位。

## 机构设置

### 研究部
紫金山天文台以天体物理和天体力学为主要研究方向，共设置了四个研究部：
- 暗物质和空间天文研究部：成立于1976年，前身是空间天文实验部，主要在空间天文领域开展研究，重点研究暗物质粒子空间探测技术[18]。
- 南极天文和射电天文研究部：成立于2006年，主要在射电天文观测和南极地区的天文观测领域开展研究[19]。
- 应用天体力学和空间目标与碎片研究部：成立于1957年，前身是中科院人造卫星观测研究中心，主要研究方向为碎片观测和航天器精密定轨[20]。
- 行星科学和深空探测研究部：主要研究领域为深空探测和天文历法[21]。

### 实验室
紫金山天文台有4个中国科学院重点实验室：
- 中科院空间目标与碎片观测重点实验室：隶属于应用天体力学和空间目标与碎片研究部，从事碎片观测和航天器精密定轨研究。
- 中科院行星科学与深空探测重点实验室：隶属于应用天体力学和空间目标与碎片研究部，与中科院上海天文台共建，从事行星深空探测领域的研究。
- 中科院暗物质与空间天文重点实验室：隶属于暗物质和空间天文研究部，進行暗物质粒子空间探测领域的研究。
- 中科院射电天文重点实验室：隶属于南极天文和射电天文研究部，進行射电天文观测领域的研究。

### 观测站
紫金山天文台辖有6个野外观测台站分别是：

#### 青海德令哈射电天文观测站
青海德令哈射电天文观测站，简称青海观测站，始建于20世纪80年代初，位于青海省第三大城市德令哈，海拔3200米，东经97°33'，北纬37°22'。该站运行有中国最先进的13.7米口径毫米波波段射电望远镜。

#### 江苏盱眙天体力学观测站
江苏盱眙天体力学观测站，简称盱眙观测站，位于江苏省盱眙县铁山寺跑马山，东经118"28′，北纬32°44′，海拔高度180米。该站装备了中国口径最大的施密特望远镜——口径105/120厘米的近地天体探测望远镜和口径65/73厘米水平式空间碎片探测望远镜。

#### 江苏赣榆太阳观测站
天文台赣榆太阳观测站，简称赣榆观测站，位于江苏省赣榆县境内，是江苏境内几个日照时间最长的地方之一，多数年份日照时间超过2200小时，装备有有一架口径为26公分的太阳精细结构望远镜。

#### 黑龙江洪河观测站
黑龙江洪河观测站，简称洪河观测站，位于黑龙江省东部三江平原地区的洪河农场内，装备了4台光电观测设备，包括1套光电望远镜阵、1台精密跟踪望远镜和2台联动望远镜。

#### 山东青岛观象台
山东青岛观象台，简称青岛观象台，位于山东省青岛市 ，1898年由德国人创建，在开展太阳研究方面较为突出。

#### 云南姚安观测站
云南姚安观测站，简称姚安观测站，位于云南省楚雄彝族自治州姚安县西湖岭，该地区日照时间长观测条件好，装备有4个3层直径6米的天文圆顶。

## 历任台（所）长
自国立中央研究院天文研究所成立至今，有多位科学家执掌天文台（研究所）：
- 高魯（1928年2月－1929年7月）
- 余青松（1929年7月－1941年1月）
- 张钰哲（1941年1月－1984年7月）
- 童傅（1986年4月－1991年4月）
- 张和祺（1991年4月－1996年9月）
- 陆本魁（1996年9月－2000年11月）
- 严俊（2000年11月－2011年9月）
- 杨戟（2011年9月－2019年2月）
- 常进（2019年2月－2020年11月）
- 赵长印（2020年11月至今）

## 学术工作与成就

### 学术刊物
紫金山天文台负责多种学术刊物和书籍的编辑、出版工作，包括：
- 《天文学报》（季刊）
- 《Chinese Astronomy and Astrophysics》（英文）
- 《中国天文年历》：现在，紫金山天文台负责编订历法，《中国天文年历》为中国大陆官方的农历标准，其地位类似于明清的时宪历。
- 《紫金山天文台台刊》（已停刊）
- 《天文测量简历》（已停刊）

### 发现新天体

#### 周期彗星
- 紫金山一號（62P/Tsuchinshan 1，1965年1月1日由张钰哲發現）
- 紫金山二號（60P/Tsuchinshan 2，1965年1月11日由张钰哲發現）[25]
- C/2023 A3 (Tsuchinshan–ATLAS) 紫金山-阿特拉斯彗星, 長週期彗星, 2023年1月9日發現

#### 小行星
1955年至1983年间，在紫金山天文台共发现了147颗小行星。1983年后由于光污染等原因造成观测障碍，该台未再发现任何小行星。

## 图集

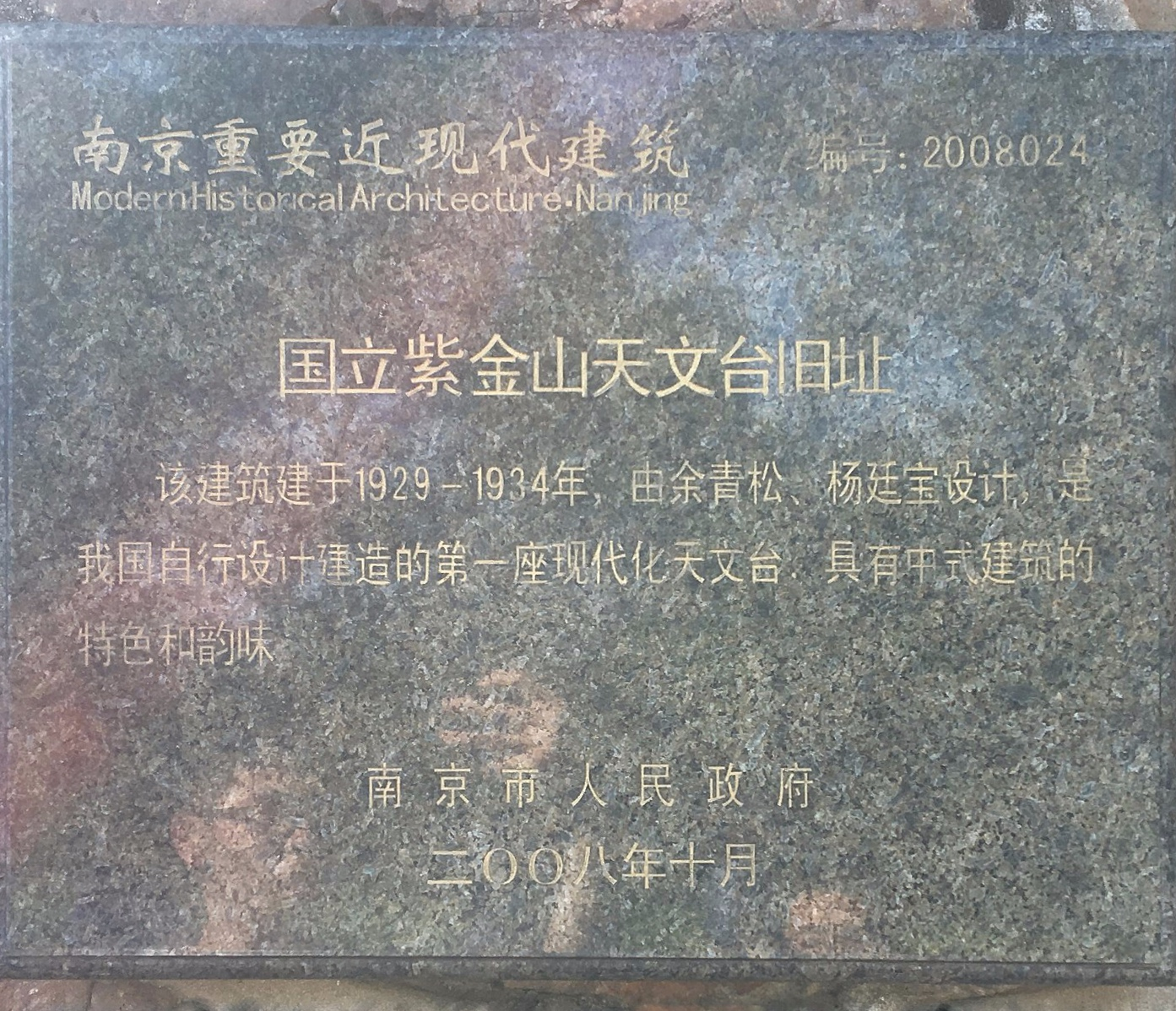
国立紫金山天文台旧址铭牌
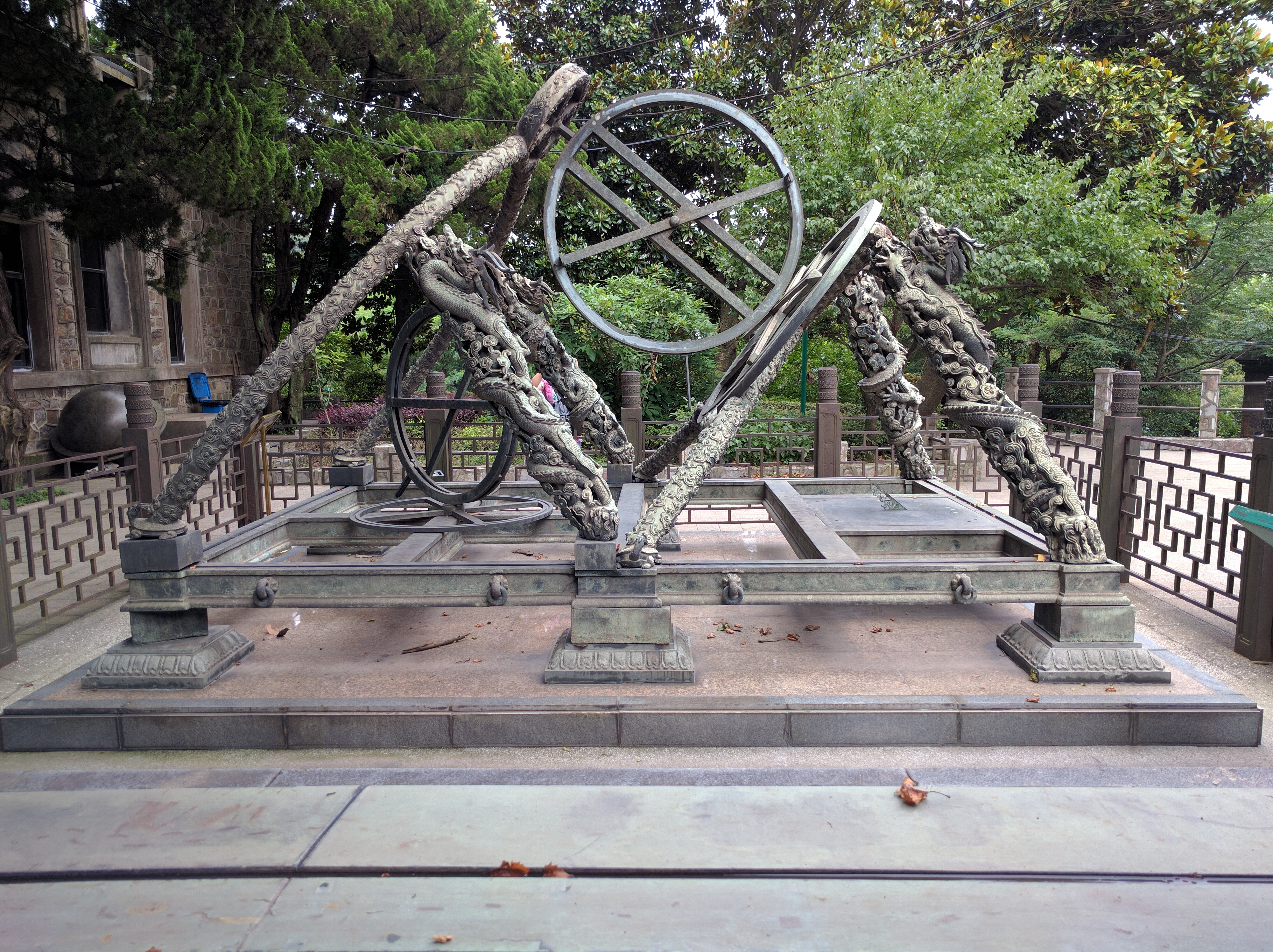
简仪
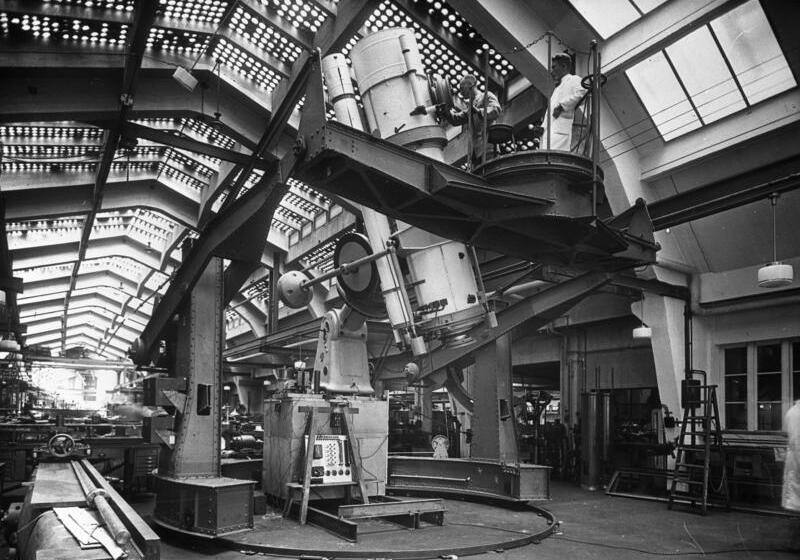
1934年紫金山天文台建台时从德国蔡司公司购置的600毫米反射望远镜，附石英分光鏡與觀測升降台，这是当时中国以至遠東口徑最大的天文望远镜。
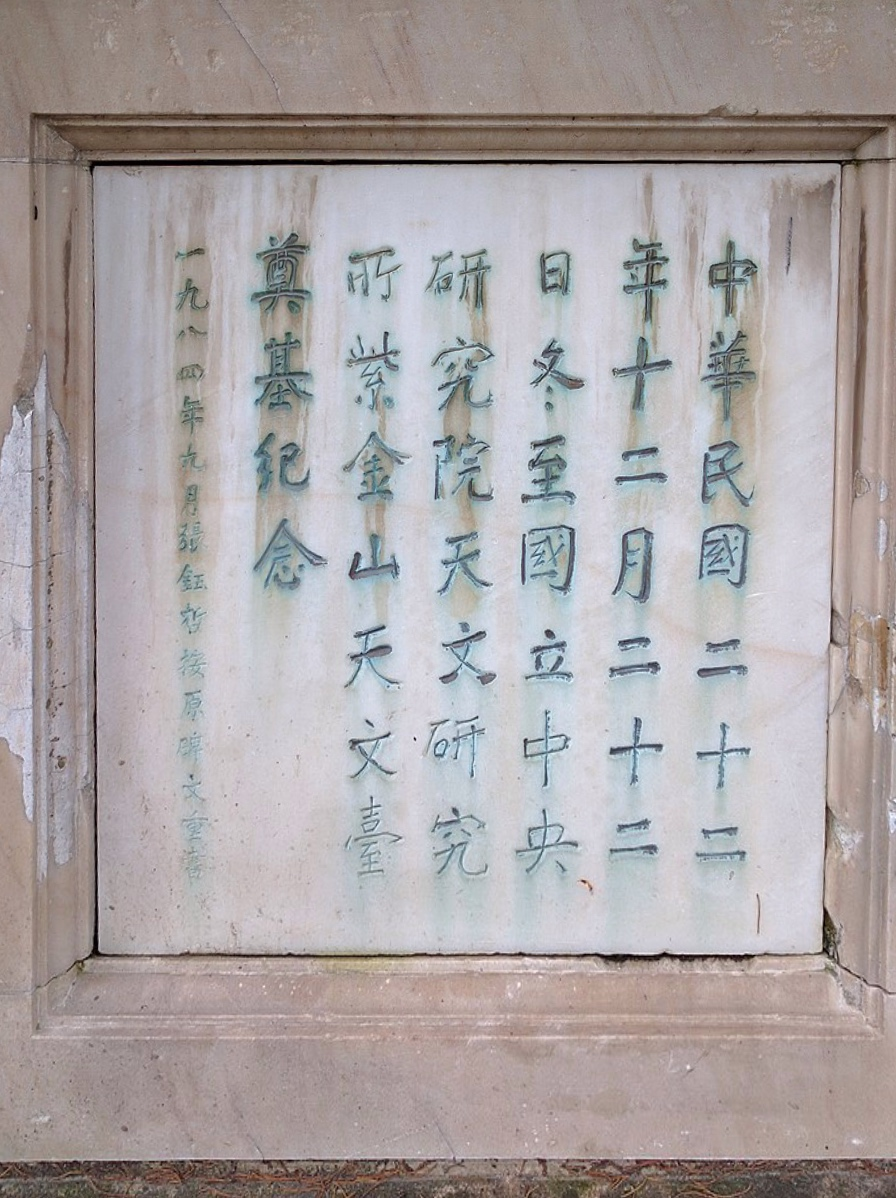
1984年，时任紫金山天文台台长张钰哲重书的大台本部奠基纪念碑
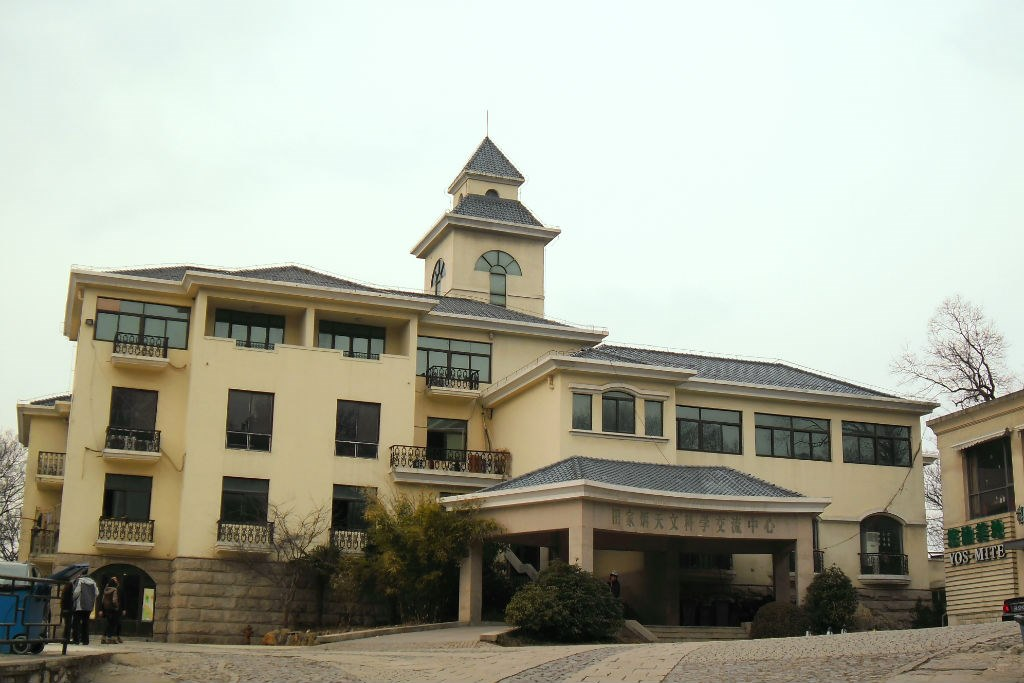
紫金山天文台大门边的天文科学交流中心，由天文台和田家炳共同出资建造